# Scottish League Challenge Cup 2015/16
Der Scottish League Challenge Cup wurde 2015/16 zum insgesamt 25. Mal ausgespielt. Der schottische Fußballwettbewerb, der offiziell als Petrofac Challenge Cup ausgetragen wird, begann mit der ersten Runde am 25. Juli 2015 und endete mit dem Finale 10. April 2016 im Hampden Park von Glasgow. Am Wettbewerb nahmen die 30 Vereine der Scottish Professional Football League teil sowie die beiden Meister aus der letztjährigen Highland und Lowland Football League. Als Titelverteidiger startete der FC Livingston in den Wettbewerb, der im Vorjahres-Finale mit 4:0 gegen Alloa Athletic gewann. Im diesjährigen Endspiel standen sich die Glasgow Rangers und der FC Peterhead gegenüber. Der Zweitligist aus Glasgow und der Drittligist aus Peterhead erreichten erstmals das Endspiel im Challenge Cup. Die favorisierten Rangers gewannen das Finale souverän mit 4:0 und gewannen zum ersten Mal in der Vereinsgeschichte diesen Pokal.

## Termine
Die Spielrunden wurden an folgenden Terminen ausgetragen:
- 1. Runde: 25. Juli 2015 (Sa.)
- 2. Runde: 18./19. August 2015 (Di./Mi.)
- Viertelfinale: 10. Oktober 2015 (Sa.)
- Halbfinale: 15. November 2015 (So.)
- Finale: 10. April 2016 (So.)

## Teilnehmende Mannschaften
Für die erste Runde waren folgende 32 Mannschaften sportlich qualifiziert:
| Championship die 10 Vereine der Saison 2015/16 | League One die 10 Vereine der Saison 2015/16 | League Two die 10 Vereine der Saison 2015/16                                                                                                  | Highland Football League Meister der Saison 2014/15 | Lowland Football League Meister der Saison 2014/15 |
| FC St. Mirren Glasgow Rangers Hibernian Edinburgh Queen of the South FC Falkirk Raith Rovers FC Dumbarton FC Livingston (TV) Alloa Athletic Greenock Morton | FC Cowdenbeath FC Stranraer Forfar Athletic Brechin City Airdrieonians FC FC Peterhead Dunfermline Athletic Ayr United FC Stenhousemuir Albion Rovers | Stirling Albion FC Queen’s Park FC Arbroath FC East Fife Annan Athletic FC Clyde Elgin City Berwick Rangers FC East Stirlingshire FC Montrose | Brora Rangers                                       | Edinburgh City                                     |

## 1. Runde
Die 1. Runde wurde am 29. Juni 2015 ausgelost. Ausgetragen wurden die Begegnungen am 25. Juli 2015.

### Region Nord-Ost
|                            | Ergebnis |                            |
| -------------------------- | -------- | -------------------------- |
| FC Arbroath (IV)           | 1:4      | Dunfermline Athletic (III) |
| Brechin City (III)         | 0:3      | FC Peterhead (III)         |
| Brora Rangers (V)          | 0:1      | Alloa Athletic (II)        |
| FC Cowdenbeath (III)       | 0:1      | Raith Rovers (II)          |
| FC East Stirlingshire (IV) | 2:3      | FC Stenhousemuir (III)     |
| Elgin City (IV)            | 3:2      | Stirling Albion (IV)       |
| FC Falkirk (II)            | 3:1      | FC East Fife (IV)          |
| Forfar Athletic (III)      | 1:0      | FC Montrose (IV)           |

### Region Süd-West
|                          | Ergebnis              |                        |
| ------------------------ | --------------------- | ---------------------- |
| Annan Athletic (IV)      | 3:1                   | Airdrieonians FC (III) |
| Ayr United (III)         | 3:1                   | Albion Rovers (III)    |
| Edinburgh City (V)       | 0:0 n. V. (1:3 i. E.) | FC Queen’s Park (IV)   |
| Greenock Morton (II)     | 2:3                   | FC Dumbarton (II)      |
| Hibernian Edinburgh (II) | 2:6                   | Glasgow Rangers (II)   |
| FC Livingston (II)       | 2:1                   | FC Clyde (IV)          |
| FC St. Mirren (II)       | 3:1                   | Berwick Rangers (IV)   |
| Queen of the South (II)  | 2:0                   | FC Stranraer (III)     |

## 2. Runde
Die 2. Runde wurde am 27. Juli 2015 ausgelost. Ausgetragen wurden die Begegnungen am 18. und 19. August 2015.

### Region Nord
|                        | Ergebnis  |                            |
| ---------------------- | --------- | -------------------------- |
| FC Falkirk (II)        | 3:5       | FC Peterhead (III)         |
| Forfar Athletic (III)  | 0:3       | Dunfermline Athletic (III) |
| FC Stenhousemuir (III) | 2:0       | Raith Rovers (II)          |
| Alloa Athletic (II)    | 0:2 n. V. | Elgin City (IV)            |

### Region Süd
|                         | Ergebnis  |                      |
| ----------------------- | --------- | -------------------- |
| Annan Athletic (IV)     | 1:2       | FC St. Mirren (II)   |
| Queen of the South (II) | 0:1 n. V. | FC Livingston (II)   |
| FC Queen’s Park (IV)    | 1:0 n. V. | FC Dumbarton (II)    |
| Ayr United (III)        | 0:2       | Glasgow Rangers (II) |

## Viertelfinale
Das Viertelfinale wurde am 20. August 2015 ausgelost. Ausgetragen wurden die Begegnungen am 10. und 20. Oktober 2015.
|                      | Ergebnis |                            |
| -------------------- | -------- | -------------------------- |
| FC Peterhead (III)   | 3:0      | FC Stenhousemuir (III)     |
| FC Queen’s Park (IV) | 2:1      | Elgin City (IV)            |
| FC St. Mirren (II)   | 4:0      | Dunfermline Athletic (III) |
| Glasgow Rangers (II) | 1:0      | FC Livingston (II)         |

## Halbfinale
Das Halbfinale wurde am 12. Oktober 2015 ausgelost. Ausgetragen wurden die Begegnungen am 14. und 28. November 2015.
|                      | Ergebnis |                    |
| -------------------- | -------- | ------------------ |
| FC Queen’s Park (IV) | 1:2      | FC Peterhead (III) |
| Glasgow Rangers (II) | 4:0      | FC St. Mirren (II) |

## Finale
| Glasgow Rangers                                             | Glasgow Rangers | FC Peterhead | FC Peterhead |
| ----------------------------------------------------------- | --- | --- | ------------ |
| Glasgow Rangers                                             | \| 10. April 2016 um 15:00 Uhr (BST) in Glasgow (Hampden Park) \| \| Ergebnis: 4:0 (2:0) \| \| Zuschauer: 48.133 \| \| Schiedsrichter: George Salmond (Dundee) \| \| Spielbericht \|                                                                                 | \| 10. April 2016 um 15:00 Uhr (BST) in Glasgow (Hampden Park) \| \| Ergebnis: 4:0 (2:0) \| \| Zuschauer: 48.133 \| \| Schiedsrichter: George Salmond (Dundee) \| \| Spielbericht \|                                                                              | FC Peterhead |
| Glasgow Rangers                                             | Wes Foderingham – James Tavernier, Rob Kiernan, Danny Wilson, Lee Wallace (67. Michael O’Halloran) – Jason Holt, Dominic Ball, Andy Halliday, Harry Forrester (67. Billy King) – Kenny Miller, Barrie McKay (78. Dean Shiels) Cheftrainer: Mark Warburton ( England) | Graeme Smith – Ryan Strachan (26. Jamie Stevenson), Scott Ross, Ally Gilchrist, Steven Noble – Jamie Redman (64. Leighton McIntosh), Simon Ferry, Kevin Dzierzawski, Jordon Brown – Shane Sutherland (58. Nicky Riley), Rory McAllister Cheftrainer: Jim McInally | FC Peterhead |
| Glasgow Rangers                                             | 1:0 Ally Gilchrist (18., Eigentor) 2:0 James Tavernier (40.) 3:0 Andy Halliday (85., Elfmeter) 4:0 Kenny Miller (89.) | | FC Peterhead |
| Glasgow Rangers                                             | Danny Wilson (55.) | Scott Ross (50.), Kevin Dzierzawski (68.), Steven Noble (85.), Nicky Riley (90.+2') | FC Peterhead |
| 10. April 2016 um 15:00 Uhr (BST) in Glasgow (Hampden Park) | | |              |
| Ergebnis: 4:0 (2:0)                                         | | |              |
| Zuschauer: 48.133                                           | | |              |
| Schiedsrichter: George Salmond (Dundee)                     | | |              |
| Spielbericht                                                | | |              |